# Patricia Tapia KHY
KHY (anteriormente Patricia Tapia KHY) es una banda de rock formada en el año 2009 por Patricia Tapia, exvocalista femenina de Mägo de Oz y exvocalista de Nexx.
Tiene como integrantes a Óscar Pérez (ex Nexx) en la batería, Juan Guadaño en los teclados, Juan Sánchez en la guitarra solista, Juanjo en el bajo y Dani a la guitarra rítmica.

## Historia
El 2 de noviembre de 2009, KHY abrió su cuenta de MySpace oficial en la cual colgaron una canción como adelanto de lo que vendría a ser el grupo, la canción "Promesas olvidadas". Posteriormente, se subieron varios vídeos de los ensayos que había hecho la banda en la sala Ritmo y Compás de Madrid, versionando las canciones "Moonlight Shadow" de Mike Oldfield y "Umbrella" de Rihanna.
Poco tiempo después, se colgaron más adelantos con las canciones "Nunca más" y "Perder el control", canción que inicialmente se dijo que era una canción que habían eliminado del disco pero que al final se pudo adquirir como bonustrack en iTunes. En febrero de 2010 se colgó en su canal de YouTube el videoclip de la primera canción que mostraron, "Promesas olvidadas", y cuatro días después de la salida del disco a la venta se publicó también el videoclip de la canción que fue el sencillo real del disco, "En mi locura".
En 2011 editaron su segundo CD Irrompible con nuevos integrantes en la banda y un sonido más roquero que en el primer disco. Aprovechando la actuación de Mägo de Oz, Patricia realizó un pequeño concierto en México D.F. teloneando a Mägo de Oz pero en este caso los músicos que acompañaron a la cantante no fueron los propios miembros de KHY. Realizaron conciertos de presentación durante 2012 por distintas ciudades españolas y, además, el disco salió a finales de año en América.
A principios de 2014, Patricia compartió un enlace en su Facebook en el cual daba a conocer el nuevo nombre de su disco: Génesis, el cual también dijo que saldría en febrero o marzo.
El 25 de marzo de 2014 salió a la venta Génesis con un sonido endurecido y con Juan Sánchez y Javier Sane como nuevos integrantes del grupo. "Revolución" fue el primer single de este disco, ya bajo el nombre únicamente de KHY.
A finales de 2014, Jaime de la Aldea y Javier Sane dejan la banda. La presentación de los nuevos miembros fue en un concierto especial celebrado en la Sala Paddock de Madrid, estos son Juanjo Alcaraz al bajo y Dani Castellanos (productor del grupo) a la guitarra.
En 2015 se anunció una minigira de acústicos por la geografía española. KHY también sacó a la venta en abril su tercer disco Génesis en México en una edición especial con dos bonustracks, dos canciones del primer disco regrabadas. El grupo anunció su primer concierto fuera de España en México DF, previsto para el 7 de noviembre.

## Discografía

### Álbumes de estudio
- Volver a creer (2010)
- Irrompible (2011)
- Génesis (2014)
- Génesis Ed. México (2015)

### Videoclips
- Promesas olvidadas (Volver a creer)
- En mi locura (Volver a creer)
- Cuando se apague la luz (Irrompible)
- Vidas en ruinas (Irrompible)
- Wicked Game (Bonus)
- Revolución (Génesis)
- Nada importa (Génesis)